# Cnemaspis jayaweerai
Cnemaspis jayaweerai — вид ящірок з родини геконових (Gekkonidae). Описаний у 2023 році.

## Етимологія
Вид названо на честь Шантасірі Джаявіри, старшого члена та колишнього президента Асоціації молодих зоологів (YZA) Шрі-Ланки; засновника молодшої YZA; старшого інструктора рибної дослідницької групи YZA; відомого художника дикої природи; педагога; охоронця дикої природи.

## Поширення
Ендемік Шрі-Ланки. Типовий зразок зібраний у гранітній печері біля гори Етагала в окрузі Ампара (Східна провінція) на висоті 220 м над рівнем моря.